# Сенино (Даниловский район)
Сенино — упразднённая в 2000 годудеревня в Даниловском районе Ярославской области России.
На год упразднения входила в Семивраговский сельсовет. После территория урочища стала относится в рамках административно-территориального устройства  к Дмитриевскому сельскому поселению Даниловском районе.

## География
Деревня находилась в северо-восточной части области, в подзоне южной тайги, к юго-юго-западу от города Данилова, административного центра района.

### Климат
Климат характеризуется как умеренно континентальный, с умеренно холодной зимой и относительно тёплым влажным летом. Среднегодовая температура воздуха — +3,5 °C. Средняя температура воздуха самого холодного месяца (января) — −11,1 °C (абсолютный минимум — −46 °C); самого тёплого месяца (июля) — +18,2 °C (абсолютный максимум — +38 °C). Безморозный период длится около 214 дней. Годовое количество атмосферных осадков составляет около 646 миллиметров, из которых большая часть (около 70 %) выпадает в тёплый период. Устойчивый снежный покров держится около 151 дня. Среднегодовая скорость ветра — 4,7 м/с.

## История
Официально упразднена постановлением Государственной Думы Ярославской области от 28 ноября 2000 года № 148 «Об исключении из учётных данных населённых пунктов Даниловского района Ярославской области».